# NGC 2828
NGC 2828 ist eine linsenförmige Galaxie vom Hubble-Typ S0 im Sternbild Luchs am Nordsternhimmel. Sie ist schätzungsweise 284 Millionen Lichtjahre von der Milchstraße entfernt und hat einen Durchmesser von etwa 35.000 Lj.
Im selben Himmelsareal befinden sich u. a. die Galaxien NGC 2823, NGC 2825, NGC 2827, NGC 2833.
Das Objekt wurde am 13. März 1850 von George Johnstone Stoney entdeckt.